# Ostéochimionécrose

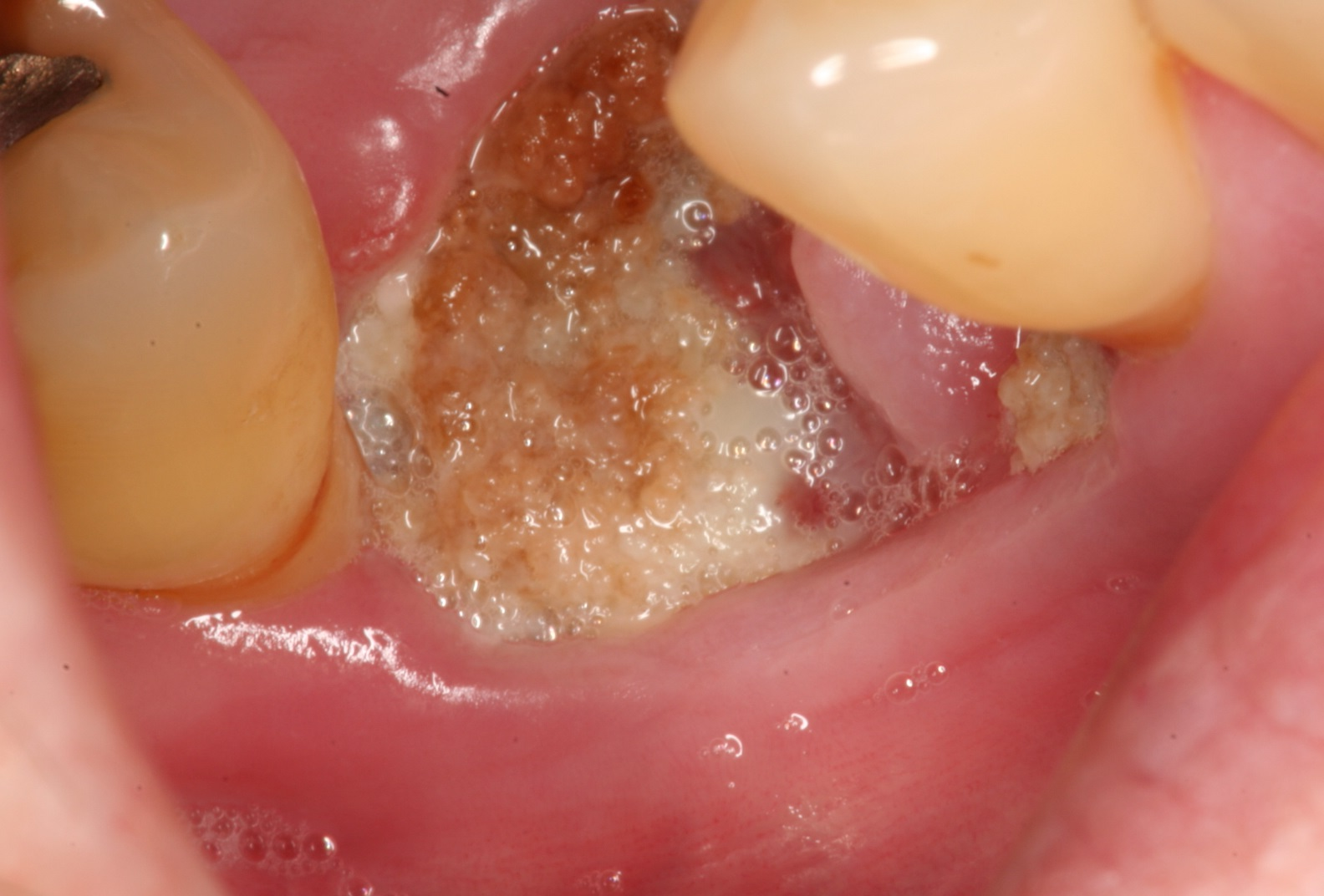
(« ostéonécrose de la mâchoire liée aux médicaments = 'Medication-Related Osteonecrosis of the Jaw' » (MRONJ), dans le maxillaire supérieur.

L'ostéochimionécrose est l'ostéonécrose des maxillaires causée par la consommation des bisphosphonates, d'autres antirésorbeurs osseux ainsi que certaines thérapies cibles anti cancéreuses,.